# 畝
畝（うね）とは、 畑で作物を作るために（何本も間隔を空けて）細長く直線状に土を盛り上げた所のこと。英語ではhillingまたはhillと呼ぶ。

## 概要
畝の目的には、畑の排水性が良くなること、畝の斜面から水や空気が出入りすることで通気性が良くなること、表面積が増えることで地温が上がりやすくなることなどがある。
通常、畝は両脇から土を寄せるため台形になっており、その底辺の長さを畝幅という。単位面積当たりの植え付け株数を栽植密度というが、栽植密度は畝数と株間によって決まる。
種まきや苗の植え付けは畝に行う。セルと呼ばれる小型の育苗容器で育苗し、畝土に押し込んで定植するようにしたものをセル苗（プラグ苗）という。
なお、畝を作らなくてもデメリットを回避できる場合には、作業能率を上げるために畝なし栽培が採用されることもある。

## 畝の種類

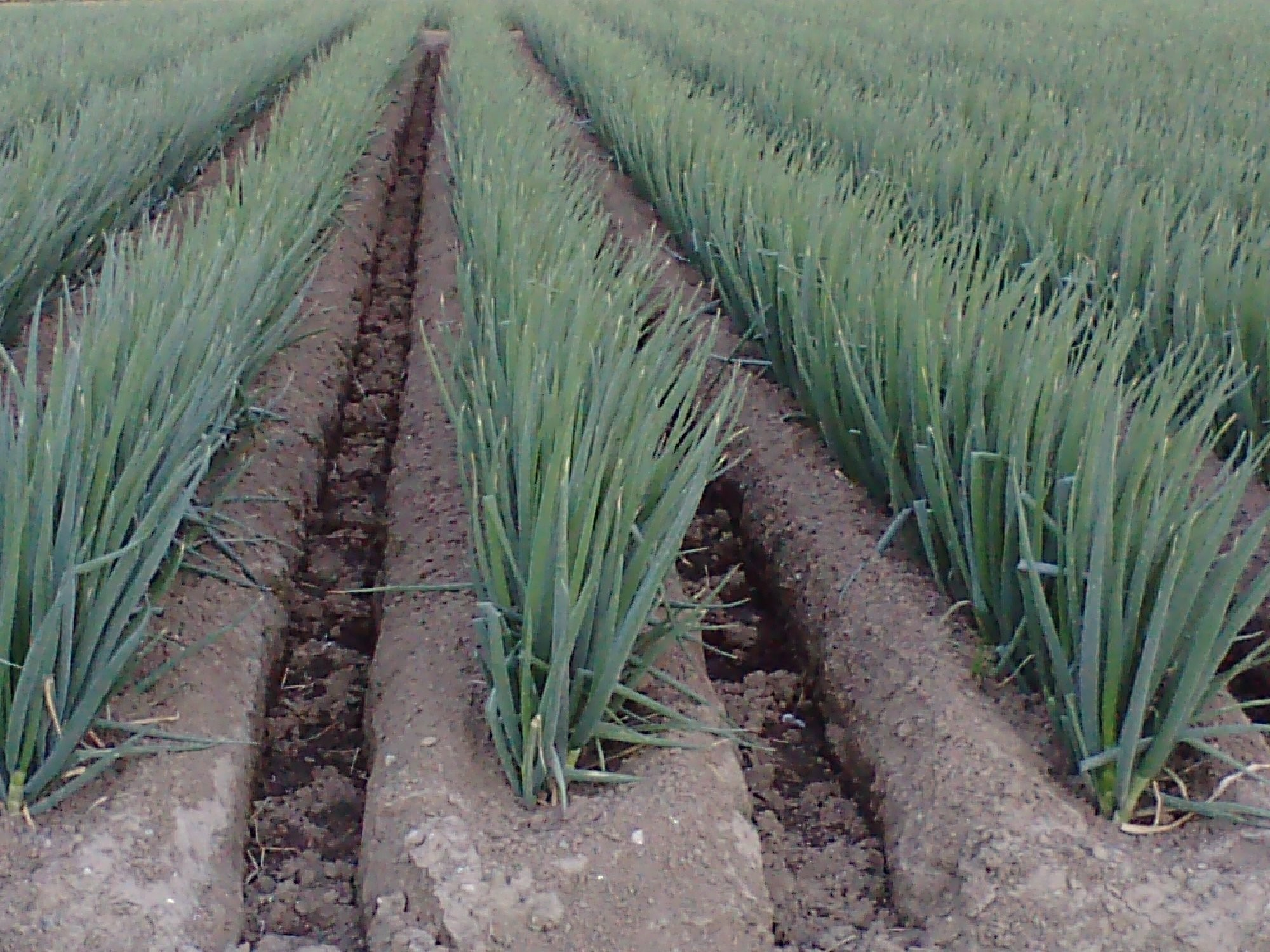
葱（ねぎ）を作物とする畑の畝

畝の種類には、自然な山形に立てる普通畝と、畝の上を平らにならして立てるベット畝とがあり、畝の高さによって高さが低い平畝と、高めに土を盛った高畝がある。立てた畝の横幅のことを畝幅とよんでいる。

### 畝の高低
畝のうち、高さ10cm以下のものを平畝、20cm以上のものを高畝という。高さ10cm未満のものを平畝、10cm以上のものを高畝として二分する文献もある。畝の高低によって土の湿度をコントロールすることができ、高い畝ほど乾きやすく、低い畝ほど湿り気を持つ。
平畝
平畝は野菜全般に用いられる一般的な畝である。平畝は高さが比較的低いため作業性が高い利点がある。葉もの野菜や土寄せせずにつくるカブやニンジンなどの根もの野菜は、平畝の中央に筋まきしたり、何列か並列にまいたりする。
高畝
高畝は根を深く張る野菜類に適した畝である。水はけの悪い粘土質の畑、水田からの転換畑のような地下水位の高い畑で利用される。野菜の種類ではトマトやサツマイモなどで高畝が利用されることがある。

### 鞍つき畝
1株ごとに直径50cm～30cmの穴を掘り、元肥を穴の底に入れて埋め戻し、さらに地表15cm～20cmの高さにマウンド状に盛り上げた畝である。スイカやカボチャなどの栽培に用いられる。高畝の一種とされることもある。

### 溝畝
ジャガイモやサトイモ、ネギなど作物の成長に合わせて株元に土を盛り上げていく土寄せを行う栽培で用いられる方法。土寄せするために最初は溝を掘った低い位置から始め、成長とともに土寄せにより株元に土が盛り上げられた形となる。特にジャガイモ栽培では天然毒素（ソラニン）の生成を抑えるために、イモが地面の外に出て光が当たることのないよう、芽かきをした時と地上部が25cm～30cm程度になった時に土寄せするよう指導されている。

## 畝の作業
畝を立てる前の準備として、播種や苗の定植をする畑を耕しておくことから始まる。あらかじめ堆肥などの元肥を入れて耕した畑に畝を立てるが、つくる作物の種類や植え付け方、マルチングを使うかどうかなどによって、適した形の畝を立てることが重要になる。

### 畝立て
田畑に種や苗を植え付けるための畝を作ることを畝立てという。手作業で鍬で行う方法や耕耘機を利用する方法がある。畝を立てる位置や高さを決める際に、畝の両端にさくり縄や尺棒を使い、まっすぐになるように計測する。
通常、作物を作り終え次の作物を生育する際に畝は立て直す。これを畝換えと言う。

### 施肥
肥料を施す位置により畝内施肥、畝上施肥などという。畝上施肥は畑全体に施肥を行う全面全層施肥に比べて肥料コストを低減できる。

### 土寄せ・培土、畝くずし
野菜などの株元に土を集める作業を土寄せ、もしくは培土と呼ぶ。植物が高くなったことによる倒伏を防いだり、雑草が生えるのを抑制したり、霜によって根を凍死させないなどの目的で行われる。
逆に、野菜などの株元から土を取り除く作業を畝くずしと呼ぶ。霜対策で寄せた土を取り除く作業。

### 中耕
畝と畝の間を耕す作業で、除草、土の通気性の改善、干ばつ対策に行われる。

## 畝の転義
畑の畝のように、高低のある状態が水平に続く物を畝と呼ぶ場合もある。地形や道、反物に使われるが、他に動物の部位にも使われ、特にワニの鼻先の筋やナガスクジラ科のヒゲクジラの腹部の筋を畝と呼ぶ。ヒゲクジラの腹部の畝は餌を海水ごと飲み込むときに蛇腹のように広がる為のものである。